# 1575

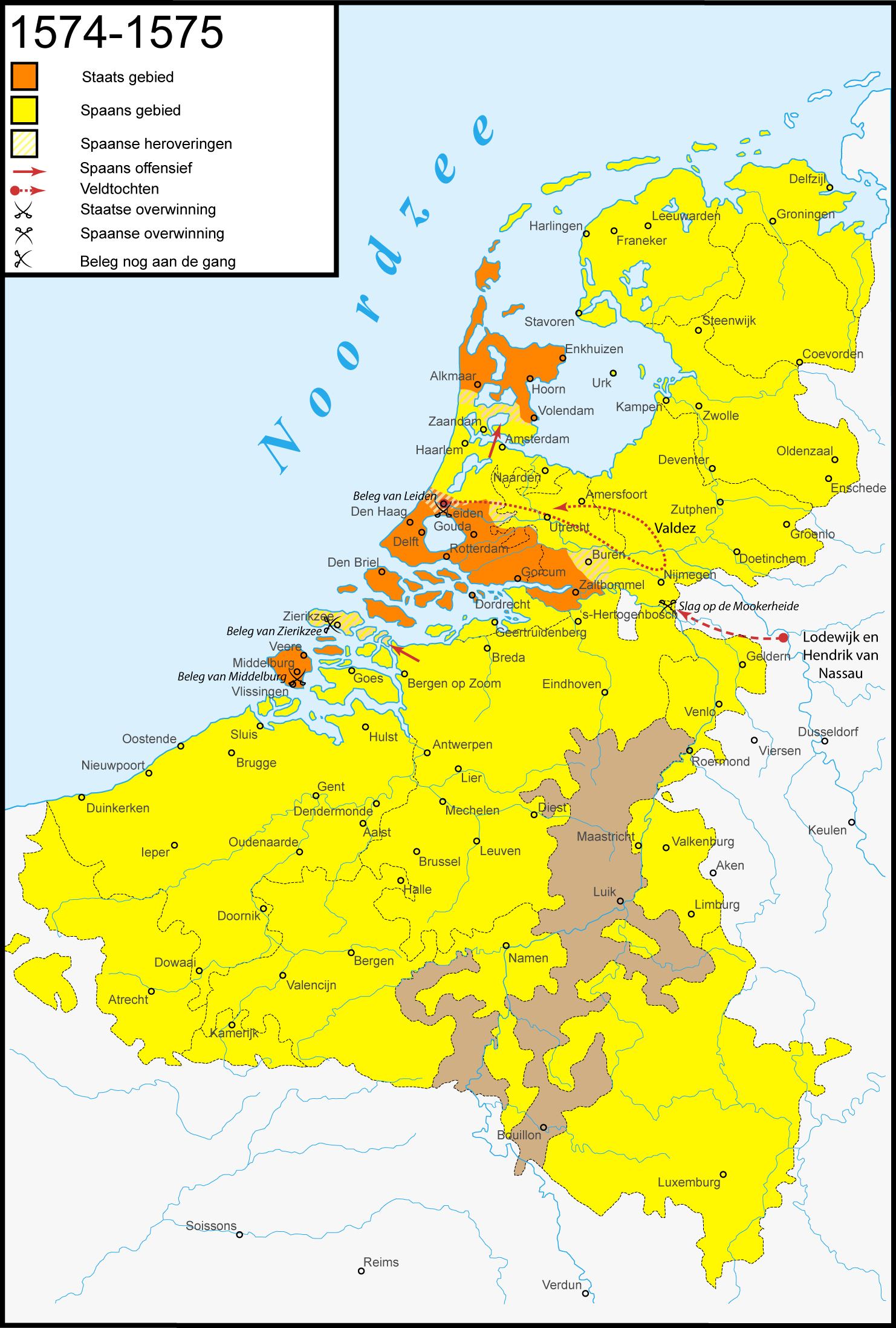
De Nederlandse Opstand in 1574-1575

Het jaar 1575 is het 75e jaar in de 16e eeuw volgens de christelijke jaartelling.

## Gebeurtenissen
februari
- 8 - Leiden krijgt een universiteit, de eerste van Nederland. Willem van Oranje betuigt hiermee zijn erkentelijkheid aan de Leidenaren, die het beleg van de Spanjaarden hebben doorstaan (Leids Ontzet, 1574).

maart
- 3 - Mogolkeizer Akbar de Grote overwint de Bengali in de Slag van Tukaroi.

juni
- 4 - In Dordrecht wordt de Hollands-Zeeuwse Unie gesloten. De Staten van beide gewesten gaan samenwerken op militair, religieus en fiscaal gebied. Ook de Gelderse steden Zaltbommel en Buren sluiten zich aan. Zo ontstaat de romp van de latere Noord-Nederlandse Unie.
- 12 - Willem van Oranje trouwt met Charlotte van Bourbon.
- 28 - Troepen van Don Requesens belegeren Buren.

juli
- 11 - De Staten van Holland en van Zeeland kiezen Willem van Oranje tot stadhouder.

augustus
- 7 - Oudewater wordt door een Spaans Leger ingenomen, tijdens een slag die bekendstaat als de Oudewaterse Moord.

september
- 8 - Aanvang van het Beleg van Woerden door het Spaanse leger.
- september - De Mondragon voert een landing uit op Schouwen, maar wordt op weg naar Zierikzee opgehouden bij fort Bommenede.

oktober
- 25 - Het Spaanse leger sluit het Beleg van Bommenede af met een bestorming en vangt aan met het Beleg van Zierikzee.

zonder datum
- De Spaanse landvoogd Luis de Requesens besluit dat het nieuwe jaar officieel op 1 januari begint.
- In Venetië breekt de pest uit. De epidemie zal twee jaar duren.

## Muziek
- Uitgave van Cantiones Sacrae van William Byrd.

## Bouwkunst

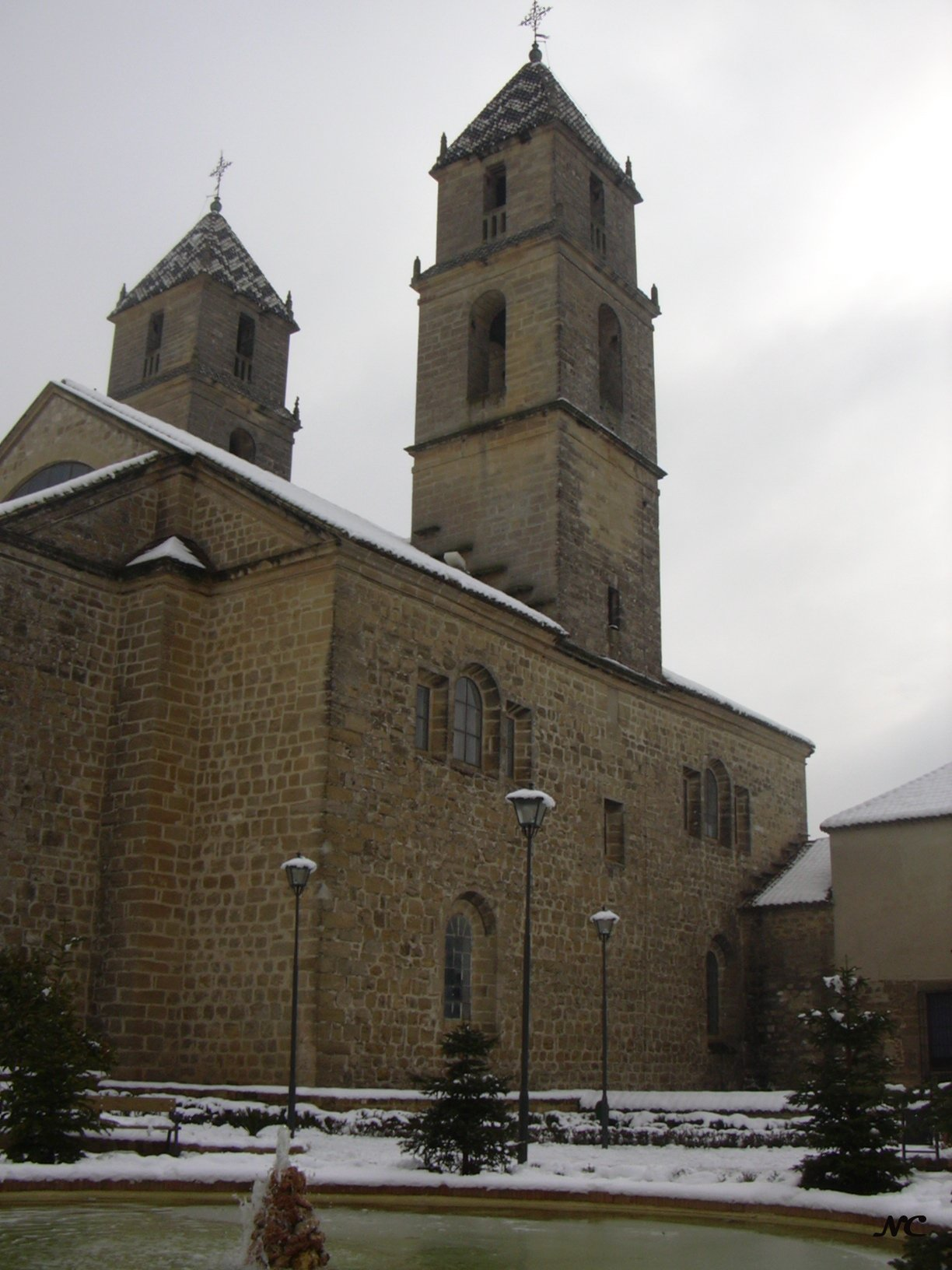
Patio Hospital, Santiago, Spanje (1575)

## Geboren
december
- 18 - Michelagnolo Galilei, Italiaans componist en luitspeler (overleden 1631)

datum onbekend
- Jan Adriaanszoon Leeghwater, Nederlands molenbouwer en waterbouwkundige (overleden 1650)

## Overleden
datum onbekend
- Anthonis Mor van Dashorst, Nederlands kunstschilder